# Гуків Володимир Матвійович
Володимир Матвійович Гуків (1878 — †?) — старшина Дієвої армії УНР.
Закінчив військове училище, Миколаївську академію Генерального штабу (1909, переведений 1914).
У 1914–1916 рр. — старший ад'ютант штабу 41-го армійського корпусу.
У 1917 р. — старший ад'ютант штабу 65-ї піхотної дивізії, помічник старшого ад'ютанта розвідчого відділу штабу Одеської військової округи, в. о. штаб- офіцера для доручень штабу 46-го армійського корпусу. З 26 жовтня 1917 р. — начальник штабу 108-ї піхотної дивізії. Останнє звання у російській армії — підполковник.
Демобілізований у лютому 1918 р. В Армії Української Держави не служив. З 2 січня 1919 р. — у розпорядженні штабу Холмсько-Галицького фронту Дієвої армії УНР. З 20 січня 1919 р. — начальник штабу 10-го дієвого корпусу Дієвої армії УНР. У березні 1919 р. залишився у зайнятій червоними Вінниці.
Восени 1920 р. був мобілізований до РСЧА. Обіймав штабні посади у військах Київської військової округи. З 31 жовтня 1922 р. — начальник штабу 2-го Кінного корпусу Г. Котовського. З 1926 р. — викладач Севастопольської зенітної школи. У 1931 р. був заарештований у справі «Весна» (т. зв. контрреволюційна змова колишніх офіцерів), але незабаром був звільнений. 
Подальша доля невідома.